# Solanum amotapense
Solanum amotapense ist eine Art der Gattung Nachtschatten (Solanum) in der Familie der Nachtschattengewächse (Solanaceae).

## Beschreibung
Solanum amotapense ist ein 0,5 bis 2 m hoher Strauch. Die Zweige sind dicht mit unverzweigten, nichtdrüsigen Trichomen behaart, oftmals stehen auch kurz gestielte, drüsige Trichome dazwischen. Die sympodialen Einheiten besitzen meist sieben oder mehr Laubblätter. Die Blattspreiten sind häutig, 4 bis 23 cm lang und 2 bis 14 cm breit, das Verhältnis zwischen Länge und Breite liegt zwischen 1,5:1 und 2,5:1. Die Blätter sind ungeteilt, ihre Form ist eiförmig bis elliptisch, an der Spitze sind sie zugespitzt, an der Basis keilförmig bis fast herzförmig. Die Oberseite ist nahezu unbehaart bis dicht behaart mit Trichomen, die denen der Zweige ähneln. Die Unterseite und die Adern sind moderat bis dicht behaart. Die Blattstiele sind dicht behaart und 1 bis 8 cm lang.
Die Blütenstände sind unverzweigt oder einfach gegabelt. Sie bestehen aus sechs bis 30 Blüten und sind insgesamt 2,5 bis 14 cm lang. Der Blütenstandsstiel hat eine Länge von 1 bis 6,5 cm, die Blütenstandsachse ist 1,5 bis 9 cm lang, die Blütenstiele 5 bis 15 cm. Die Blütenstiele verlängern sich an der Frucht auf 10 bis 15 mm und stehen 1 bis 25 mm auseinander. An der Basis sind sie verdickt.
Der Kelch ist leicht mit unverzweigten, nicht drüsigen, sowie gestielten drüsigen Trichomen behaart. An der Spitze ist er verjüngt, so dass sich eine aufgeblasene Kelchröhre ergibt, die einen Durchmesser von 2,5 bi2 5 mm hat. Die Kelchzipfel sind 1 bis 3 mm lang und 1 bis 1,5 mm breit, dreieckig bis dreieckig-pfriemförmig und nach vorne spitz. Die Krone ist weiß oder purpurn gefärbt, sie kann häutig bis membranartig sein. Sie ist kreisförmig-sternförmig und misst 10 bis 25 mm im Durchmesser. Die Kronröhre ist 5 bis 7 mm lang. Die Kronlappen messen 6 bis 13 mm in der Länge, ihre Breite beträgt 4 bis 12 mm, sie sind dreieckig-eiförmig und nach vorn spitz. Sie sind auf der Außenseite spärlich bis moderat behaart, besonders in der Nähe der Spitzen. Die Innenseite ist unbehaart.
Die Staubbeutel können zusammengeneigt sein, sie sind gelb oder grünlich gelb gefärbt, eiförmig und 4 bis 6 mm lang, sowie 2 bis 2,5 mm breit. Die Außenseite ist glatt bis rau, jedoch nicht offensichtlich papillös. Die Poren sind nach außen gerichtet. Der Fruchtknoten und der Griffel sind unbehaart. Der Griffel ist zylindrisch, 6 bis 10 mm lang und misst 0,5 mm im Durchmesser und trägt eine abgeschnittene Narbe.
Die Früchte sind 1,5 bis 2 cm lang und messen 1,5 bis 2 cm im Durchmesser. Sie sind kugelförmig, an der Spitze stumpf, unbehaart und bei Reife blass orange, rote oder bräunlich. Sie enthalten keine Ansammlungen von Steinzellen. Die Samen sind 4 bis 5 mm lang und 4 mm breit, gewinkelt und glatt bis runzelig.
Die Chromosomenzahl beträgt 2n = 24.

## Vorkommen und Standorte
Die Art kommt im Südwesten Ecuadors und im Nordwesten Perus vor. Sie wächst an Klippen, trockenen und steinigen Flussufern und unter laubabwerfender Vegetation, hauptsächlich in jahreszeitlich trockenen Gebieten. Die Standorte befinden sich in Höhenlagen zwischen 600 und 2300 m.

## Systematik
Innerhalb der Nachtschatten (Solanum) wird die Art in die Sektion Cyphomandropsis eingeordnet.